# Patricia Hearst

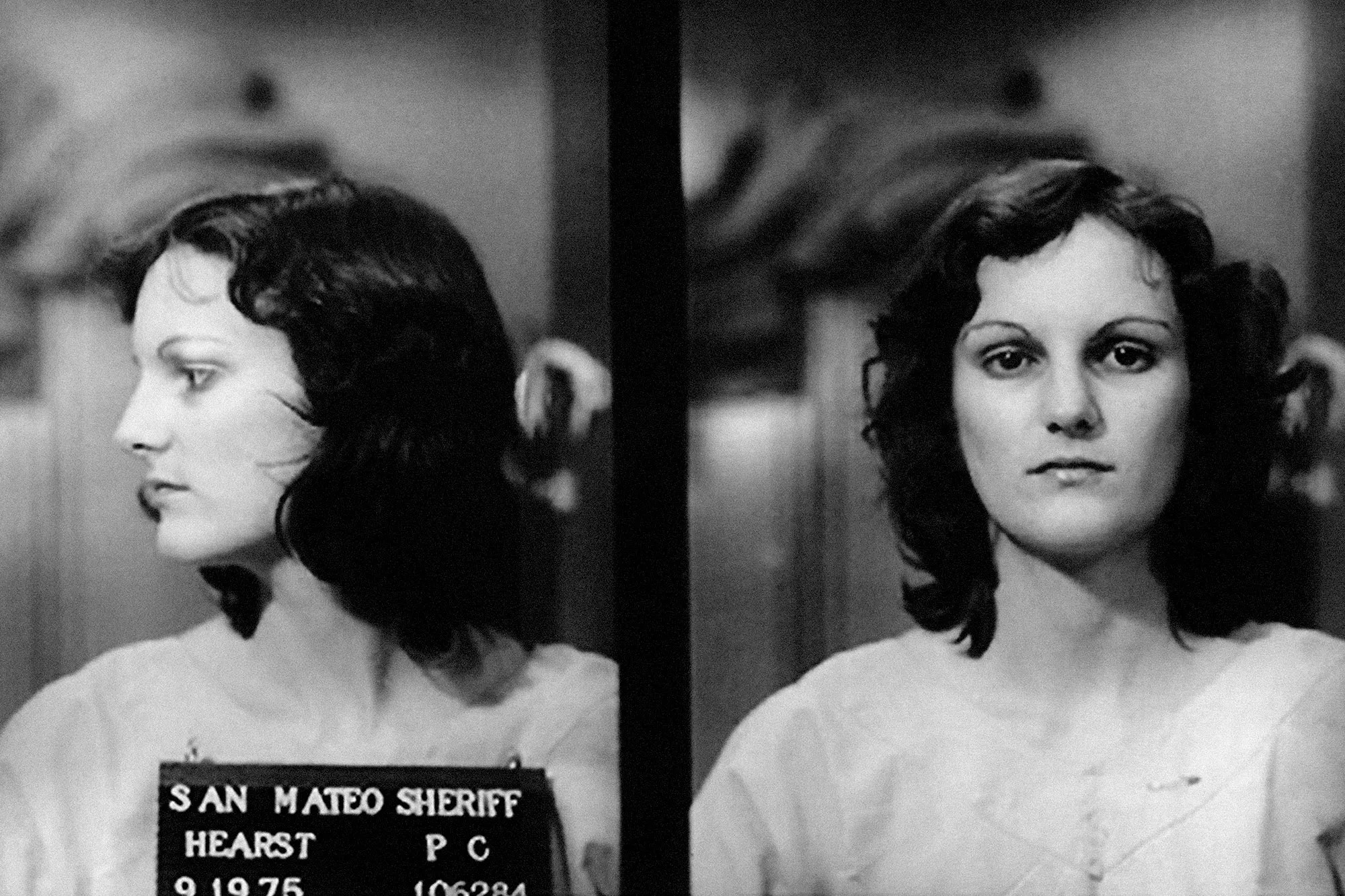
Patty Hearsts polisfoto den 19 september 1975.

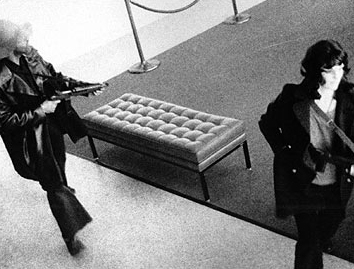
Patty Hearst (till höger) i april 1974 då hon rånar Hibernia Bank i San Francisco tillsammans med SLA.

Patricia Campell Hearst Shaw, född Hearst, mest känd som Patty Hearst, född 20 februari 1954 i San Francisco, Kalifornien, är barnbarn till tidningsmagnaten William Randolph Hearst och känd som ett kidnappningsoffer som förenade sig med sina tillfångatagare.

## Biografi

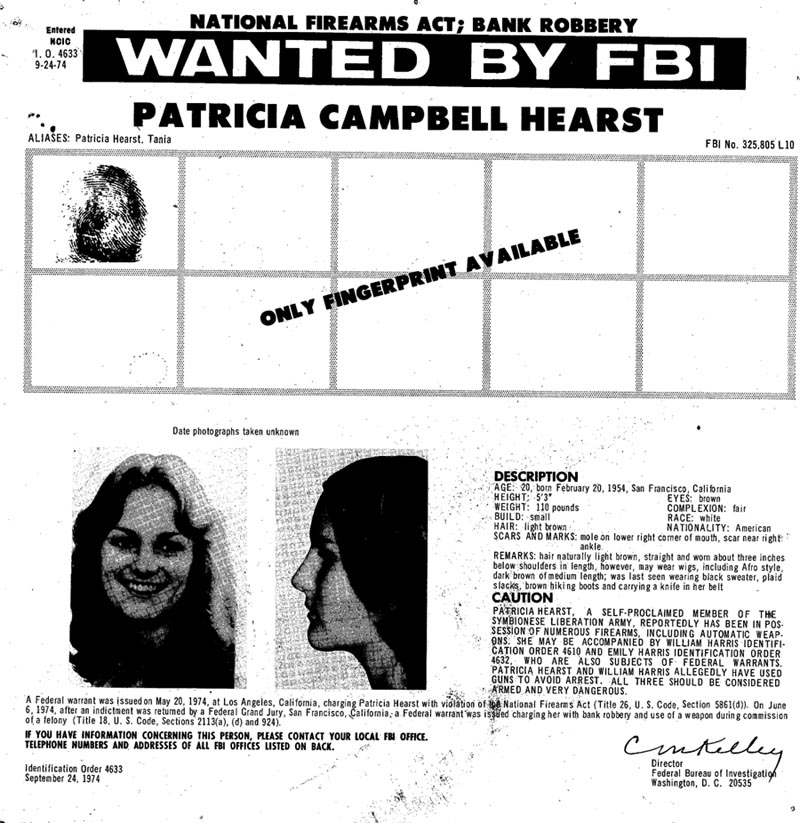
Efterlysningsaffisch från FBI.

Patty Hearst kidnappades den 4 februari 1974 i sin lägenhet i Berkeley, Kalifornien av Symbiotiska befrielsearmén (SLA), och familjen Hearst betalade 6 miljoner dollar till välgörande ändamål, bland annat matutspisning åt hemlösa, för hennes frigivning. Patty Hearst förblev försvunnen, tills hon den 15 april 1974 fotograferades beväpnad under ett rån mot Hibernia Bank i San Francisco, Kalifornien. Senare framkom det att hon ändrat sitt namn till Tania och nu sympatiserade med sina kidnappare SLA:s mål. I september 1975 infångades Hearst tillsammans med andra SLA-medlemmar.
Den 20 mars 1976 dömdes Hearst till 35 års fängelse för bankrån, men strafftiden reducerades senare till 7 års fängelse. Hon släpptes den 1 februari 1979, efter att ha avtjänat 22 månader av strafftiden, och benådades den 20 januari 2001 av Bill Clinton på hans sista dag som USA:s president.
Patty Hearst var från 1979 gift med sin tidigare livvakt Bernard Shaw (1945–2013) och är mor till två döttrar. Familjen levde ett tillbakadraget liv i Garrison, New York. Hearst har medverkat vid grundandet av en fond för hjälp till barn som lider av AIDS och har aktivt bidragit till olika välgörenhetsorganisationer.

## Filmatiseringar
Flera spelfilmer har producerats om Hearst. 1979 kom TV-filmen The Ordeal of Patty Hearst och 1988 filmen Patty Hearst – regisserad av Paul Schrader – som bygger på hennes självbiografi, Every Secret Thing. I samband med filmens lansering träffade hon regissören John Waters som övertalade henne att vara med i hans nästa film, Cry-Baby. Sedan dess har hon medverkat i alla Waters filmer och även en del andra filmer. John Waters film Cecil B. DeMented, i vilken hon också medverkar, tycks vara en parodi på hennes historia. År 2004 kom dokumentären Guerrilla: The Taking of Patty Hearst som har visats i svensk TV.

## Filmer

### Filmer där Hearst medverkar
- Cry-Baby (1989)
- Serial Mom (1994)
- Bio-Dome (1996)
- Pecker (1998)
- Cecil B. DeMented (2000)
- Second Best (2004)
- A Dirty Shame (2004)

### Filmer om Hearst
- Abduction (1975)
- The Ordeal of Patty Hearst (1979)
- Patty Hearst (1988)
- Citizen Tania (1989)
- Guerrilla: The Taking of Patty Hearst (2004) (dokumentär)
- The radical story of Patty Hearst (2018) (dokumentär regisserad av Pat Kondells med svensk titel Patty Hearst: Miljardären som blev terrorist)

## Böcker
- Every Secret Thing (med Alvin Moscow, 1982, återutgiven som Patty Hearst: Her Own Story 1988)
- Murder at San Simeon (med Cordelia Frances Biddle, 1997)